# Eirenis modestus
Eirenis modestus là một loài rắn trong họ Rắn nước. Loài này được Martin mô tả khoa học đầu tiên năm 1838.

## Hình ảnh

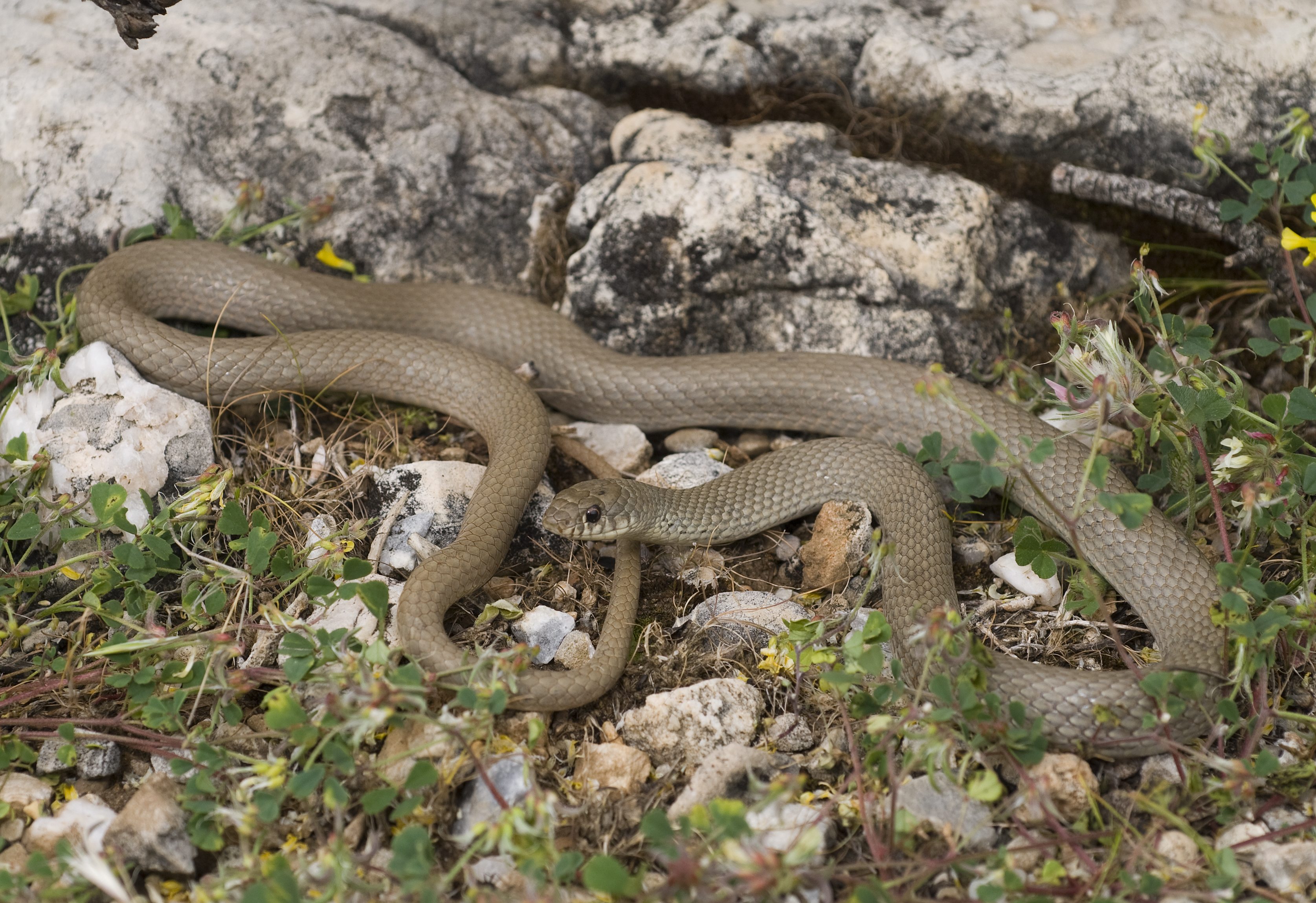